# Bernardo Storace
Pour les articles homonymes, voir Storace.

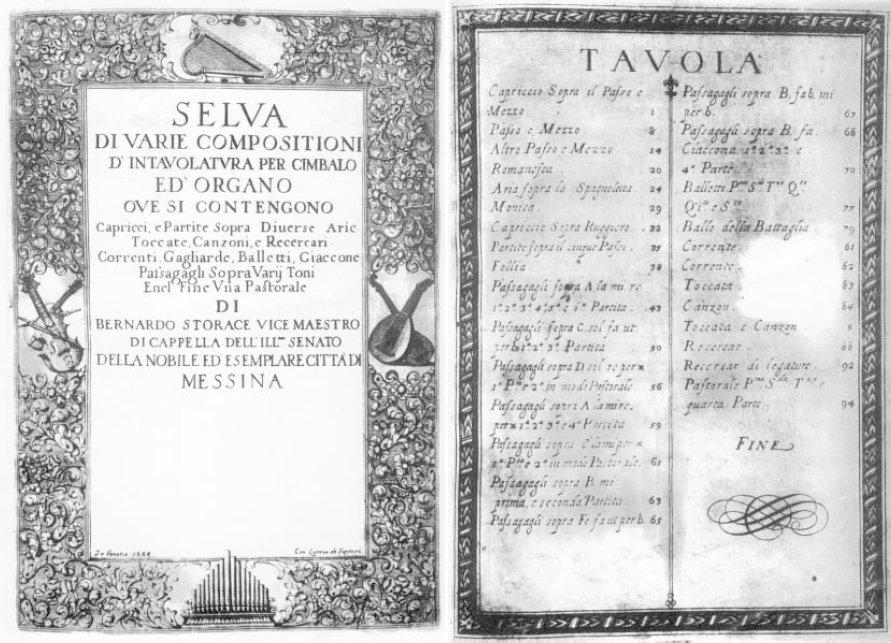
Page titre et table du recueil Selva di varie compositioni.

Bernardo Storace (c. 1637 – c. 1707) est un compositeur, claveciniste et organiste italien de la période baroque.

## Biographie
Les seuls détails de sa vie qui nous sont connus sont ceux figurant dans l'édition de son recueil Selva di varie compositioni d'intavolatura per cimbalo ed organo, publié à Venise en 1664, dans lesquels le compositeur est décrit comme « sous-maître de Chapelle à Messine, en Sicile ».
Le recueil est le lien important entre les œuvres de Frescobaldi († 1643) et Pasquini († 1710). 

## Œuvres
Cette collection d’œuvres se compose d'une série de variations sur des danses célèbres de l'époque, parmi lesquelles on compte la « Passagaglia » (une forme espagnole de danse qui s'est probablement produite à la fin du XVIe siècle) ; la dernière pièce constitue une des premières apparitions du terme « pastorale » dans le domaine purement instrumental.

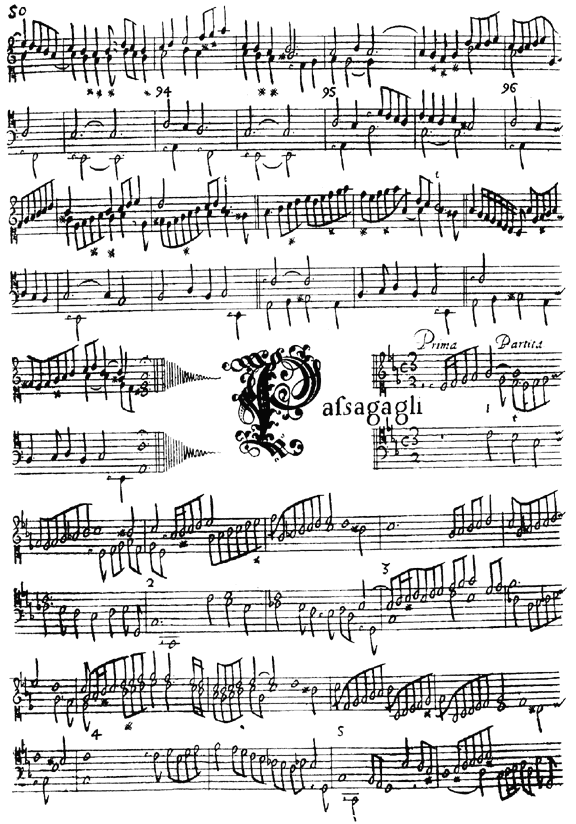
Page 50 de Selva di varie compositioni, la fin des Passagagli sopra A la mi re, et le début des Passagagli sopra C sol fa ut.

Selva di Varie Compositioni d’Intavolatura per Cimbalo ed Organo (1664)
1. Capriccio sopra il Passo e Mezzo
2. Passo e Mezzo
3. Altro Passo e Mezzo
4. Romanesca
5. Aria sopra la Spagnoletta
6. Monica
7. Capriccio sopra Ruggiero
8. Partite sopra il Cinque Passi
9. Follia
10. Passacagli sopra A la mi re
11. Passacagli sopra C sol fa ut per b
12. Passacagli per D sol re per #
13. Passacagli sopra Fe [sic] fa ut per b
14. Ciaccona
15. Balletto (variations)
16. Ballo della Battaglia
17. Corrente
18. Corrente
19. Toccata – Canzon
20. Toccata e Canzon
21. Recercar
22. Recercar di legature
23. Pastorale

## Discographie
- Musique pour clavecin, 12 pièces extraites du Selva di varie compositioni (1664) - Naoko Akutagawa, clavecin italien de Detmar Hungerberg (2000) d’après Carlo Grimaldi (1697) (2009, Naxos 8.572209).
- Selva di varie compositioni d'intavolatura per cimbalo ed organo - Fabio Bonizzoni, clavecin et orgue (2001, Glossa GCD 921506)[2].
- Selva di varie compositioni d'intavolatura per cimbalo (1664) - Rinaldo Alessandrini, clavecin (1988, Astrée/Auvidis  E 8702)
- Danses à l'orgue autour de Bernardo Storace - Pascale Rouet, orgue Christophe Moucherel de l'Abbatiale Notre-Dame de Mouzon (2–3 juillet 1998, Pavane ADW 7415) (OCLC 50415524)
- Bernardo Storace, In Modo Pastorale - Marouan Mankar-Bennis, clavecin, épinette et orgue (L'Encelade, 2022)

## Éditions
- Édition moderne par Barton Hudson, American Institute of Musicology, Corpus of Early Keyboard Music, no 7, Middleton (WI), 2005.

- Selva di Varie Compositioni d'Intavolatura per Cimbalo ed Organo, édition Urtext par Pierre Gouin, Les Éditions Outremontaises, Montréal, 2023.